# 30 prairial
30 floréal 30 messidor
Le décadi 30 prairial, officiellement dénommé jour du chariot, est le 270e jour de l'année du calendrier républicain.
C'était généralement le 18e jour du mois de juin dans le calendrier grégorien.

## Événements
- An VII : 18 juin 1799
  - Coup d'État des députés majoritairement jacobins qui renverse le gouvernement en place